# Campionato italiano di pugilato professionisti maschile dei pesi leggeri
Il Campionato italiano di pugilato pesi leggeri organizzato dalla FPI, è la massima competizione pugilistica in Italia riservata ai pugili professionisti il cui peso è compreso tra 58,967 e 61,235 kg. Gli atleti vincitori si fregiano del titolo di campione d'Italia dei pesi leggeri.

La prima edizione si svolse a Milano il 15 gennaio 1913, quando Giuseppe Poli sconfisse Antonio Brizzolari ai punti su 15 riprese.

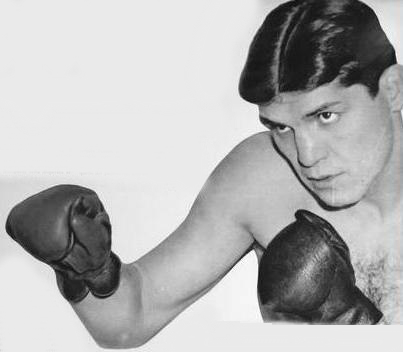
Carlo Orlandi campione olimpico dei pesi leggeri ai Giochi di Amsterdam del 1928

Duilio Loi ha detenuto il titolo di campione d'Italia dei pesi leggeri dal 1951 al 1954

## Albo d'oro dei pesi leggeri
| Ed. | Data       | Luogo                 | Campione              | Verdetto       | Sfidante              |
| --- | ---------- | --------------------- | --------------------- | -------------- | --------------------- |
| 1   | 15/01/1913 | Milano                | Giuseppe Poli         | V PT 15        | Antonio Brizzolari    |
| 2   | 23/12/1913 | Milano                | Giuseppe Poli         | V SQ 8         | Alfredo Cavenaghi     |
| 3   | 05/07/1914 | Bergamo               | Vittorio Pardini      | V KO 5         | Giuseppe Poli         |
| 4   | 02/02/1919 | Roma                  | Edoardo Piacentini    | V PT 15        | Leopoldo Mariotti     |
| 5   | 04/05/1919 | Roma                  | Edoardo Piacentini    | V KOT (AB) 3   | Luigi Coppi           |
| 6   | 30/07/1919 | Milano                | Leopoldo Mariotti     | V PT 15        | Edoardo Piacentini    |
| 7   | 10/03/1920 | Milano                | Leopoldo Mariotti     | V KO 1         | Edoardo Trivella      |
| 8   | 03/1921    |                       | Dario Della Valle     |                |                       |
| 9   | 11/02/1922 | Milano                | Mario Bosisio         | V KO 5         | Dario Della Valle     |
| 10  | 02/1923    |                       | Pietro Mascena        |                |                       |
| 11  | 20/03/1923 | Roma                  | Romolo Parboni        | V KO 12        | Pietro Mascena        |
| 12  | 13/10/1923 | Roma                  | Romolo Parboni        | V KO 8         | Al Francis            |
| 13  | 01/02/1924 | Roma                  | Romolo Parboni        |                |                       |
| 14  | 01/02/1924 | Roma                  | Edoardo Garzena       | V KOT (AB) 6   | Edoardo Garzena       |
| 15  | 15/06/1924 | Milano                | Edoardo Garzena       | V PT 15        | Edoardo Piacentini    |
| 16  | 09/12/1924 | Genova                | Edoardo Garzena       | V KOT (AB) 12  | Dario Della Valle     |
| 17  | 08/04/1925 | Milano                | Edoardo Garzena       | V PT 15        | Pietro Davoli         |
| 18  | 16/06/1925 | Milano                | Edoardo Garzena       | V PT 15        | Oreste Moglia         |
| 19  | 22/11/1925 | Milano                | Edoardo Garzena       | V KOT (AB) 13  | Pietro Bianchi        |
| 20  | 19/06/1926 | Milano                | Mario Farabullini     | V KO 13        | Edoardo Garzena       |
| 21  | 04/11/1928 | Milano                | Mario Farabullini     | V SQ 10        | Anacleto Locatelli    |
| 22  | 05/05/1929 | Milano                | Mario Farabullini     | V SQ 9         | Anacleto Locatelli    |
| 23  | 05/10/1929 | Milano                | Anacleto Locatelli    | V PT 15        | Vincenzo Rocchi       |
| 24  | 05/10/1930 | Milano                | Carlo Orlandi         | V PT 15        | Anacleto Locatelli    |
| 25  | 27/03/1931 | Milano                | Carlo Orlandi         | V PT 15        | Saverio Turiello      |
| 26  | 17/05/1931 | Milano                | Carlo Orlandi         | PARI 15        | Anacleto Locatelli    |
| 27  | 11/06/1932 | Milano                | Saverio Turiello      | V PT 12        | Ambrogio Redaelli     |
| 28  | 26/12/1932 | Milano                | Saverio Turiello      | V PT 12        | Enrico Venturi        |
| 29  | 19/03/1933 | Milano                | Carlo Orlandi         | V PT 12        | Saverio Turiello      |
| 30  | 23/02/1935 | Roma                  | Enrico Venturi        | V PT 12        | Saverio Turiello      |
| 31  | 20/06/1935 | Campobasso            | Enrico Venturi        | V PT 12        | Otello Abbruciati     |
| 32  | 19/03/1938 | Roma                  | Otello Abbruciati     | V PT 12        | Vittorio Tamagnini    |
| 33  | 19/06/1938 | Ancona                | Otello Abbruciati     | V PT 12        | Gino Giacomelli       |
| 34  | 28/07/1938 | Pescara               | Gino Giacomelli       | V PT 12        | Otello Abbruciati     |
| 35  | 18/10/1938 | Ancona                | Gino Giacomelli       | V PT 12        | Vittorio Tamagnini    |
| 36  | 01/07/1939 | Perugia               | Giuseppe Palermo      | V PT 12        | Vittorio Tamagnini    |
| 37  | 08/11/1939 | Roma                  | Oberdan Romero        | V PT 12        | Bruno Bisterzo        |
| 38  | 15/01/1940 | Terni                 | Oberdan Romeo         | PARI 12        | Giuseppe Farfanelli   |
| 39  | 20/02/1940 | Terni                 | Giuseppe Farfanelli   | V PT 12        | Oberdan Romeo         |
| 40  | 23/07/1940 | Terni                 | Otello Abbruciati     | V PT 12        | Giuseppe Farfanelli   |
| 41  | 18/11/1940 | Busto Arsizio         | Bruno Bisterzo        | V PT 12        | Otello Abbruciati     |
| 42  | 14/12/1940 | Busto Arsizio         | Bruno Bisterzo        | V PT 12        | Gustavo Ansini        |
| 43  | 26/11/1941 | Roma                  | Ascenzo Botta         | V KO 1         | Bruno Bisterzo        |
| 44  | 31/12/1941 | Roma                  | Bruno Bisterzo        | V PT 15        | Ascenzo Botta         |
| 45  | 14/05/1942 | Roma                  | Ascenzo Botta         | V PT 15        | Bruno Bisterzo        |
| 46  | 20/09/1942 | Roma                  | Roberto Proietti      | V PT 15        | Ascenzo Botta         |
| 47  | 08/05/1943 | Lucca                 | Bruno Bisterzo        | V PT 15        | Roberto Proietti      |
| 48  | 17/04/1944 | Modena                | Aldo Minelli          | V PT 12        | Bruno Bisterzo        |
| 49  | 25/12/1945 | Busto Arsizio         | Bruno Bisterzo        | V PT 12        | Aldo Minelli          |
| 50  | 26/05/1946 | Roma                  | Roberto Proietti      | V KOT (AB) 6   | Bruno Bisterzo        |
| 51  | 02/01/1948 | Busto Arsizio         | Bruno Bisterzo        | V PT 12        | Giuseppe Fusaro       |
| 52  | 11/09/1948 | Busto Arsizio         | Bruno Bisterzo        | V KOT (AB) 7   | Dino Pasotti          |
| 53  | 16/11/1948 | Vercelli              | Giuseppe Fusaro       | V PT 12        | Bruno Bisterzo        |
| 54  | 12/02/1949 | Cagliari              | Giuseppe Fusaro       | PARI 12        | Aldo Minelli          |
| 55  | 28/12/1949 | Milano                | Luigi Malè            | V PT 12        | Giuseppe Fusaro       |
| 56  | 29/04/1950 | Milano                | Luigi Malè            | PARI 12        | Giuseppe Fusaro       |
| 57  | 08/11/1950 | Milano                | Luigi Malè            | PARI 12        | Duilio Loi            |
| 58  | 18/07/1951 | Milano                | Duilio Loi            | V PT 12        | Gianni Uboldi         |
| 59  | 02/04/1952 | Cagliari              | Duilio Loi            | V PT 12        | Emilio Marconi        |
| 60  | 28/01/1953 | Milano                | Duilio Loi            | V KOT (AB) 9   | Ernesto Formenti      |
| 61  | 13/09/1953 | Grosseto              | Duilio Loi            | PARI 12        | Emilio Marconi        |
| 62  | 13/05/1954 | Milano                | Duilio Loi            | V PT 15        | Bruno Visintin        |
| 63  | 02/07/1955 | Milano                | Duilio Loi            | V PT 15        | Giancarlo Garbelli    |
| 64  | 29/12/1955 | La Spezia             | Bruno Visintin        | V KOT 4        | Antonio Antonini      |
| 65  | 07/09/1956 | La Spezia             | Bruno Visintin        | V PT 12        | Mario Vecchiato       |
| 66  | 27/03/1957 | Torino                | Gaetano De Lucia      | V KOT (IM) 7   | Marcello Padovani     |
| 67  | 30/05/1957 | Roma                  | Gaetano De Lucia      | V PT 12        | Mario Calcaterra      |
| 68  | 08/07/1957 | Bologna               | Marcello Padovani     | V PT 12        | Gaetano De Lucia      |
| 69  | 27/10/1957 | Parma                 | Marcello Padovani     | V SQ 8         | Mario Vecchiato       |
| 70  | 11/03/1958 | Pavia                 | Annibale Omodei       | V PT 12        | Marcello Padovani     |
| 71  | 09/08/1958 | Lignano Sabbiadoro    | Mario Vecchiato       | V PT 12        | Annibale Omodei       |
| 72  | 27/09/1958 | Lugo di Romagna       | Mario Vecchiato       | PARI 12        | Bruno Ravaglia        |
| 73  | 14/02/1959 | Udine                 | Mario Vecchiato       | V PT 12        | Germano Cavalieri     |
| 74  | 30/10/1960 | Milano                | Giordano Campari      | V PT 12        | Mario Vecchiato       |
| 75  | 20/05/1961 | Cantù                 | Giordano Campari      | V KO 1         | Bruno Ravaglia        |
| 76  | 07/12/1962 | Roma                  | Mario Vecchiato       | V PT 12        | Renato Giacchè        |
| 77  | 18/07/1963 | Lignano Sabbiadoro    | Mario Vecchiato       | V PT 12        | Franco Brondi         |
| 78  | 16/10/1964 | Torino                | Franco Brondi         | V KOT 12       | Michele Gullotti      |
| 79  | 17/07/1965 | Falconara Marittima   | Aldo Pravisani        | V KOT 12       | Armando Scorda        |
| 80  | 07/11/1965 | Busseto               | Aldo Pravisani        | V PT 12        | Alessandro Schiavetta |
| 81  | 11/06/1966 | San Donà di Piave     | Pietro Ziino          | V KOT (IM) 6   | Aldo Pravisani        |
| 82  | 07/10/1966 | Pavia                 | Pietro Ziino          | NC 8           | Giordano Campari      |
| 83  | 26/12/1966 | Ravenna               | Enrico Barlatti       | V SQ 7         | Pietro Ziino          |
| 84  | 03/03/1967 | Pavia                 | Enrico Barlatti       | V KOT 2        | Giordano Campari      |
| 85  | 28/08/1967 | Trieste               | Aldo Pravisani        | V PT 12        | Enrico Barlatti       |
| 86  | 16/12/1967 | Pesaro                | Aldo Pravisani        | V KOT (AB) 6   | Bruno Melissano       |
| 87  | 04/05/1968 | Pesaro                | Bruno Melissano       | V PT 12        | Aldo Pravisani        |
| 88  | 07/12/1968 | Pesaro                | Bruno Melissano       | PARI 12        | Pietro Ziino          |
| 89  | 19/03/1969 | Finale Ligure         | Carmelo Coscia        | V PT 12        | Bruno Melissano       |
| 90  | 15/10/1969 | Forte dei Marmi       | Carmelo Coscia        | PARI 12        | Vincenzo Pitardi      |
| 91  | 04/02/1970 | La Spezia             | Carmelo Coscia        | V PT 12        | Italo Biscotti        |
| 92  | 05/09/1970 | Cagliari              | Antonio Puddu         | V KOT 7        | Enrico Barlatti       |
| 93  | 23/06/1971 | Rapallo               | Enzo Petriglia        | V KOT 9        | Carmelo Coscia        |
| 94  | 24/09/1971 | San Cesareo           | Enzo Petriglia        | V PT 12        | Bruno Melissano       |
| 95  | 21/11/1971 | Roma                  | Enzo Petriglia        | PARI 12        | Enzo Pizzoni          |
| 96  | 19/05/1972 | Novara                | Efisio Pinna          | V PT 12        | Italo Biscotti        |
| 97  | 25/10/1972 | Ancona                | Enzo Pizzoni          | V PT 12        | Efisio Pinna          |
| 98  | 27/02/1973 | Ancona                | Enzo Pizzoni          | V PT 12        | Enzo Petriglia        |
| 99  | 13/06/1973 | Terni                 | Enzo Pizzoni          | PARI 12        | Giuseppe Carbonara    |
| 100 | 11/09/1973 | Terni                 | Efisio Pinna          | V PT 12        | Enzo Pizzoni          |
| 101 | 05/12/1973 | Cagliari              | Ugo Di Pietro         | V KOT 4        | Efisio Pinna          |
| 102 | 01/02/1974 | Piombino              | Nedo Fabbri           | V PT 12        | Ugo Di Pietro         |
| 103 | 06/04/1974 | Latina                | Ugo Di Pietro         | V KOT (IM) 5   | Nedo Fabbri           |
| 104 | 24/05/1974 | Latina                | Ugo Di Pietro         | V PT 12        | Bruno Meraviglia      |
| 105 | 16/09/1974 | Foligno               | Enzo Pizzoni          | V PT 12        | Ugo Di Pietro         |
| 106 | 06/11/1974 | Foligno               | Enzo Pizzoni          | V SQ 1         | Giancarlo Usai        |
| 107 | 26/12/1974 | Milano                | Giancarlo Usai        | V KOT (AB) 1   | Enzo Pizzoni          |
| 108 | 06/06/1975 | Roma                  | Rosario Sanna         | V PT 12        | Ugo Di Pietro         |
| 109 | 13/08/1975 | Taranto               | Vincenzo Quero        | V PT 12        | Rosario Sanna         |
| 110 | 16/01/1976 | Empoli                | Giancarlo Barabotti   | V PT 12        | Piero Meraviglia      |
| 111 | 02/07/1976 | Empoli                | Vincenzo Burgio       | V PT 12        | Giancarlo Barabotti   |
| 112 | 17/12/1976 | Milano                | Vincenzo Burgio       | V PT 12        | Antonio Puddu         |
| 113 | 22/04/1977 | Milano                | Vincenzo Burgio       | V PT 12        | Franco Diana          |
| 114 | 12/06/1977 | Meleto                | Giancarlo Usai        | V KOT (AB) 7   | Vincenzo Burgio       |
| 115 | 13/11/1977 | Rimini                | Giancarlo Usai        | V PT 12        | Vincenzo Quero        |
| 116 | 18/01/1978 | Roma                  | Giancarlo Usai        | V PT 12        | Santino Reali         |
| 117 | 02/06/1978 | Pescara               | Giancarlo Usai        | V PT 12        | Rosario Sanna         |
| 118 | 17/03/1979 | Rimini                | Giancarlo Usai        | V PT 12        | Giovanni Vitillo      |
| 119 | 07/10/1979 | Taranto               | Giancarlo Usai        | V KOT (AB) 11  | Vincenzo Quero        |
| 120 | 18/04/1980 | Bologna               | Lucio Cusma           | V KO 7         | Giovanni Carrino      |
| 121 | 04/10/1980 | Cagliari              | Lucio Cusma           | V PT 12        | Giancarlo Usai        |
| 122 | 13/02/1981 | Caserta               | Bruno De Montis       | V KOT (AB) 10  | Pellegrino Ventrone   |
| 123 | 18/09/1981 | Chianciano            | Giovanni Vitillo      | V PT 12        | Bruno De Montis       |
| 124 | 19/03/1982 | Modena                | Lucio Cusma           | V PT 12        | Giovanni Vitillo      |
| 125 | 23/07/1982 | Grosseto              | Alessandro Scapecchi  | V PT 12        | Lucio Cusma           |
| 126 | 01/04/1983 | Grosseto              | Sebastiano Sotgia     | V KO 1         | Alessandro Scapecchi  |
| 127 | 03/08/1983 | Alberobello           | Sebastiano Sotgia     | NC 2           | Lorenzo Paciullo      |
| 128 | 09/03/1984 | San Donà di Piave     | Sebastiano Sotgia     | V PT 12        | Luigi De Rosa         |
| 129 | 19/12/1984 | San Rufo              | Sebastiano Sotgia     | V KOT 3        | Aristide Pizzo        |
| 130 | 16/11/1985 | Casavatore            | Alfredo Raininger     | V KOT (IM) 10  | Giuseppe Tidu         |
| 131 | 28/12/1985 | Capo d’Orlando        | Alfredo Raininger     | V PT 12        | Luigi De Rosa         |
| 132 | 11/10/1986 | Cefalù                | Luca De Lorenzi       | V KOT 5        | Marco Gallo           |
| 133 | 01/08/1987 | Asiago                | Luca De Lorenzi       | V KOT (AB) 1   | Bruno De Montis       |
| 134 | 20/01/1989 | Rozzano               | Stefano Cassi         | V KOT (IM) 8   | Alfredo Raininger     |
| 135 | 23/12/1989 | Rossano Calabro       | Antonio Renzo         | V KOT 4        | Luca De Lorenzi       |
| 136 | 09/05/1990 | Frosinone             | Antonio Renzo         | V KOT 5        | Roberto Lauretta      |
| 137 | 31/08/1990 | Rossano Calabro       | Antonio Renzo         | V KOT 4        | Lino Becchetti        |
| 138 | 28/09/1991 | Veroli                | Giovanni Parisi       | V KO 2         | Stefano Cassi         |
| 139 | 13/05/1994 | Maddaloni             | Antonio Strabello     | V PT 12        | Antonio Renzo         |
| 140 | 26/08/1994 | L’Aquila              | Massimo Conte         | V PT 12        | Antonio Strabello     |
| 141 | 28/12/1994 | Foligno               | Stefano Cassi         | V KOT 4        | Massimo Conte         |
| 142 | 17/03/1995 | Marsciano             | Marco Presciutti      | V PT 12        | Stefano Cassi         |
| 143 | 29/07/1995 | Rieti                 | Marco Presciutti      | V PT 12        | Stefano Cassi         |
| 144 | 04/01/1996 | Civitavecchia         | Massimo Bertozzi      | V KOT (IM) 4   | Marco Presciutti      |
| 145 | 06/03/1996 | Comacchio             | Gianni Gelli          | V PT 12        | Massimo Bertozzi      |
| 146 | 13/07/1996 | Comacchio             | Gianni Gelli          | V KOT (IM) 11  | Marco Presciutti      |
| 147 | 07/06/1997 | Guastalla             | Massimo Bertozzi      | V PT 12        | Gianni Gelli          |
| 148 | 25/10/1997 | Cadelbosco            | Sandro Casamonica     | V KO 1         | Massimo Bertozzi      |
| 149 | 06/12/1997 | Catanzaro             | Sandro Casamonica     | V KOT (IM) 6   | Athos Menegola        |
| 150 | 24/10/1998 | San Marino            | Sandro Casamonica     | V KO 6         | Gianni Gelli          |
| 151 | 22/04/1999 | Arezzo                | Massimo Bertozzi      | V KOT 8        | Giorgio Campanella    |
| 152 | 05/11/1999 | Cadelbosco            | Michele Delli Paoli   | V PT 10        | Massimo Bertozzi      |
| 153 | 07/04/2000 | Toscolano Maderno     | Michele Delli Paoli   | PARI 10        | Athos Menegola        |
| 154 | 12/04/2001 | Montichiari           | Michele Delli Paoli   | V KOT 5        | Fabrizio Melis        |
| 155 | 31/01/2003 | Piedimonte Matese     | Michele Delli Paoli   | V PT 10        | Michele Landi         |
| 156 | 04/11/2005 | Siracusa              | Corrado Battaglia     | V KOT (IM) 3   | Giuseppe Truono       |
| 157 | 15/07/2006 | Sequals               | Giovanni Niro         | V KOT 6        | Corrado Battaglia     |
| 158 | 17/11/2006 | Grosseto              | Giovanni Niro         | PARI 10        | Emiliano Marsili      |
| 159 | 27/11/2007 | Grosseto              | Giovanni Niro         | N.C. 5         | Massimiliano Chiofalo |
| 160 | 27/02/2009 | Roma                  | Simone Califano       | V KOT 3        | Pasquale Di Silvio    |
| 161 | 10/07/2009 | Toscolano Maderno     | Luca Marasco          | V PT 10 (UD)   | Massimiliano Chiofalo |
| 162 | 04/03/2010 | Calolziocorte         | Luca Marasco          | V PT 10 (UD)   | Pasquale Di Silvio    |
| 163 | 21/05/2010 | Brescia               | Emiliano Marsili      | V KOT 9        | Luca Marasco          |
| 164 | 27/11/2010 | Civitavecchia         | Emiliano Marsili      | V PT 10 (UD)   | Pasquale Di Silvio    |
| 165 | 24/07/2011 | Civitavecchia         | Emiliano Marsili      | V KO 1 (0:24)  | Paolo Gassani         |
| 166 | 30/11/2012 | Ancona                | Michele Focosi        | PARI 10        | Pasquale Di Silvio    |
| 167 | 12/04/2013 | Jesi                  | Pasquale Di Silvio    | V PT 10        | Michele Focosi        |
| 168 | 20/072013  | Guidonia Montecelio   | Manuel Lancia         | V PT 10        | Pasquale Di Silvio    |
| 169 | 08/11/2013 | Villanova di Guidonia | Manuel Lancia         | V PTS 10       | Gianluca Ceglia       |
| 170 | 08/08/2014 | Ostia Lido            | Manuel Lancia         | V PT 10        | Pasquale Di Silvio    |
| 171 | 19/12/2014 | Roma                  | Massimiliano Ballisai | V KOT 8        | Manuel Lancia         |
| 172 | 04/04/2015 | Avellino              | Massimiliano Ballisai | V PT 10        | Vincenzo Finiello     |
| 173 | 03/07/2015 | Voghera               | Pasquale Di Silvio    | V KOT 6        | Francesco Acatullo    |
| 174 | 15/04/2016 | Ancona                | Marco Siciliano       | V KO 1 (1:55)  | Michele Focosi        |
| 175 | 21/04/2017 | Piove di Sacco        | Davide Festosi        | V TKO 5 (2:23) | Marco Siciliano       |
| 176 | 21/10/2017 | Pordenone             | Pasquale Di Silvio    | V PT 10        | Francesco Invernizio  |